# Chlorophorus herbstii

Chlorophorus herbstii је врста инсекта из реда тврдокрилаца (Coleoptera) и породице стрижибуба (Cerambycidae). Сврстана је у потпородицу Cerambycinae.

## Распрострањеност
Врста је распрострањена на подручју Европе, Кавказа, западног и југозападног Сибира. У Србији је ретка. 

## Опис
Тело је са жућкастозеленом или сивом пубесценцијом. Пронотум је обично са три црне тачкице. Покрилца са варијабилним црним шарама. Ноге и антене су црне. Антене кратке или средње дужине. Дужина тела 8-15 mm.

## Биологија
Животни циклус траје две до три године, ларве се развијају у мртвим и сувим стаблима, гранама и гранчицама листопадног дрвећа. Адулти су на биљци домаћину, повремено и на цвећу. Као домаћини јављају се различите врсте листопадног дрвећа (најчешће липа, али и брест, храст, граб, глог, бреза, итд.)  

## Статус заштите
Врста се налази на Европској црвеној листи сапроксилних тврдокрилаца.

## Синоними
- Leptura herbstii Brahm, 1790
- Anthoboscus herbsti (Brahm, 1790) (misspelling)
- Chlorophorus herbsti (Brahm, 1790) (misspelling)
- Clytus quinque-maculatus Gebler, 1860
- Clytus sulfureus (Schaum, 1862) (misspelling)
- Clytus sulphureus Schaum, 1862
- Callidium verbasci Fabricius, 1775 nec Linnaeus, 1767
- Clytus verbasci (Fabricius, 1775) nec Laicharting, 1781